# Hrishikesh Mukherjee
Hrishikesh Mukherjee, noto popolarmente come Hrishi-da (Calcutta, 30 settembre 1922 – Bombay, 27 agosto 2006), è stato un regista indiano.

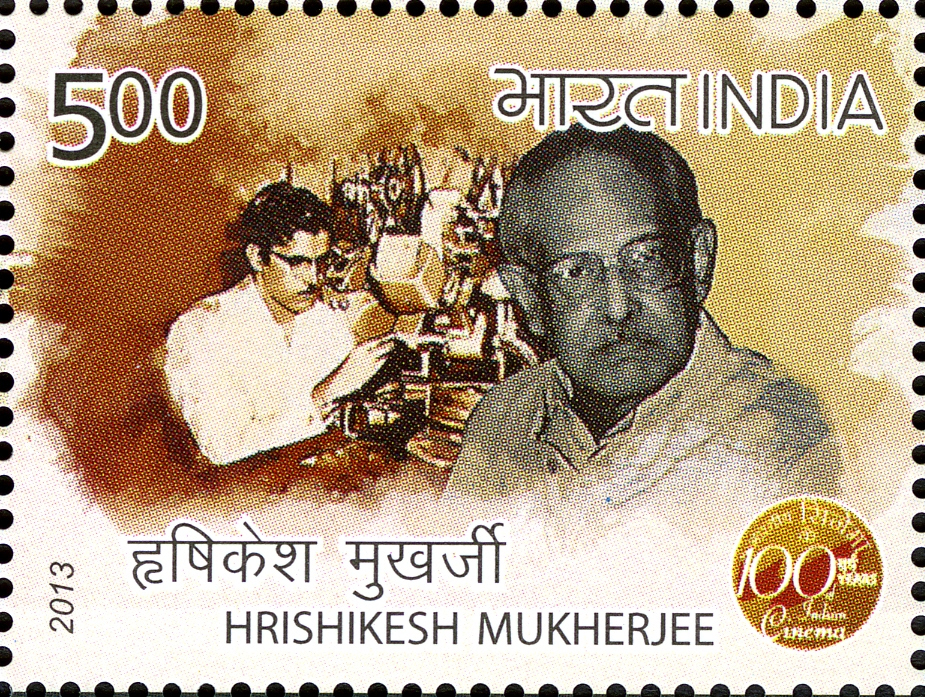

Si tratta di uno dei volti più famosi di Bollywood. 
Ha diretto quarantadue film in oltre quattro decenni di carriera, molti dei quali sono diventati delle pietre miliari del cinema indiano.
Nel 1999 ha ricevuto il Dada Saheb Phalke Award, massimo riconoscimento cinematografico in India.

## Filmografia
- Musafir (1957)
- Anari (1959)
- Anuradha (1960)
- Memdidi (1961)
- Chhaya (1961)
- Asli-Naqli (1962)
- Aashiq (1962)
- Sanjh Aur Savera (1964)
- Do Dil (1965)
- Gaban (1966)
- Biwi Aur Makaan (1966)
- Anupama (1966)
- Majhli Didi (1967)
- Aashirwad (1968)
- Satyakam (1969)
- Pyar Ka Sapna (1969)
- Anand (1970)
- Guddi (1971)
- Buddha Mil Gaya (1971)
- Sabse Bada Sukh (1972)
- Bawarchi (1972)
- Abhimaan (1973)
- Namak Haraam (1973)
- Phir Kab Milogi (1974)
- Mili (1975)
- Chupke Chupke (1975)
- Chaitali (1975)
- Arjun Pandit (1976)
- Alaap (1977)
- Kotwal Saab (1977)
- Naukri (1978)
- Gol Maal (1979)
- Jurmana (1979)
- Khubsoorat (1980)
- Naram Garam (1981)
- Bemisal (1982)
- Kissi Se Na Kehna (1983)
- Rang Birangi (1983)
- Achha Bura (1983)
- Jhoothi (1985)
- Hum Hindustani (1986)
- Lathi (1988)
- Namumkin (1988)
- Talaash (1992)
- Jhooth Bole Kauwa Kaate (1998)